# Вініфред Бренчлі
Вініфред Елсі Бренчлі (англ. Winifred Brenchley; 1883 — 1953) — британська вчена, сільськогосподарська ботанікиня, таксономістка, агрономка і наукова письменниця. Разом з Кетрін Ворінгтон продемонструвала роль бору як важливого мікроелементу для рослин. Перша жінка у Великобританії, яка увійшла в сферу сільськогосподарської науки, де домінували чоловіки. Вважається «провідним британським авторитетом з вивчення бур’янів на початку ХХ століття».

## Ранні роки та освіта
Вініфред Бренчлі народилася в Лондоні 10 серпня 1883 року в родині Елізабет Беккет та Вільяма Бренчлі, шкільного вчителя. У дитинстві вона перехворіла на кір і через те частково втратила слух. Вчилася у Дівочій школі Джеймса Аллена в Дулвічі, де однією із її викладачок була відома ботанікиня Ліліан Кларк.
Згодом вона два роки навчалася у Садівничому коледжі Свонлі, закінчила курс у 1903 році. До 1903 року коледж приймав лише жінок-студенток, щоб забезпечити відповідні професії для неодружених жінок (у британських колоніях також зростав попит на садівників і аграріїв, і вважалося, що жінки краще підходять для цієї ролі). Бренчлі отримала срібну медаль Королівського садівничого товариства, але залишила садівництво, щоб вивчати ботаніку. 1905 року Бренчлі здобула ступінь бакалавра в Університетському коледжі Лондона, де навчалася під керівництвом Френсіс Волл Олівер. У 1906-7 роках вона отримала стипендію Гілкріста для навчання в аспірантурі. У 1911 захистила дисертацію на тему «On the strength and development of the grain of wheat (Triticum vulgare)» і здобула ступінь доктора наук Лондонського університету.

## Кар'єра

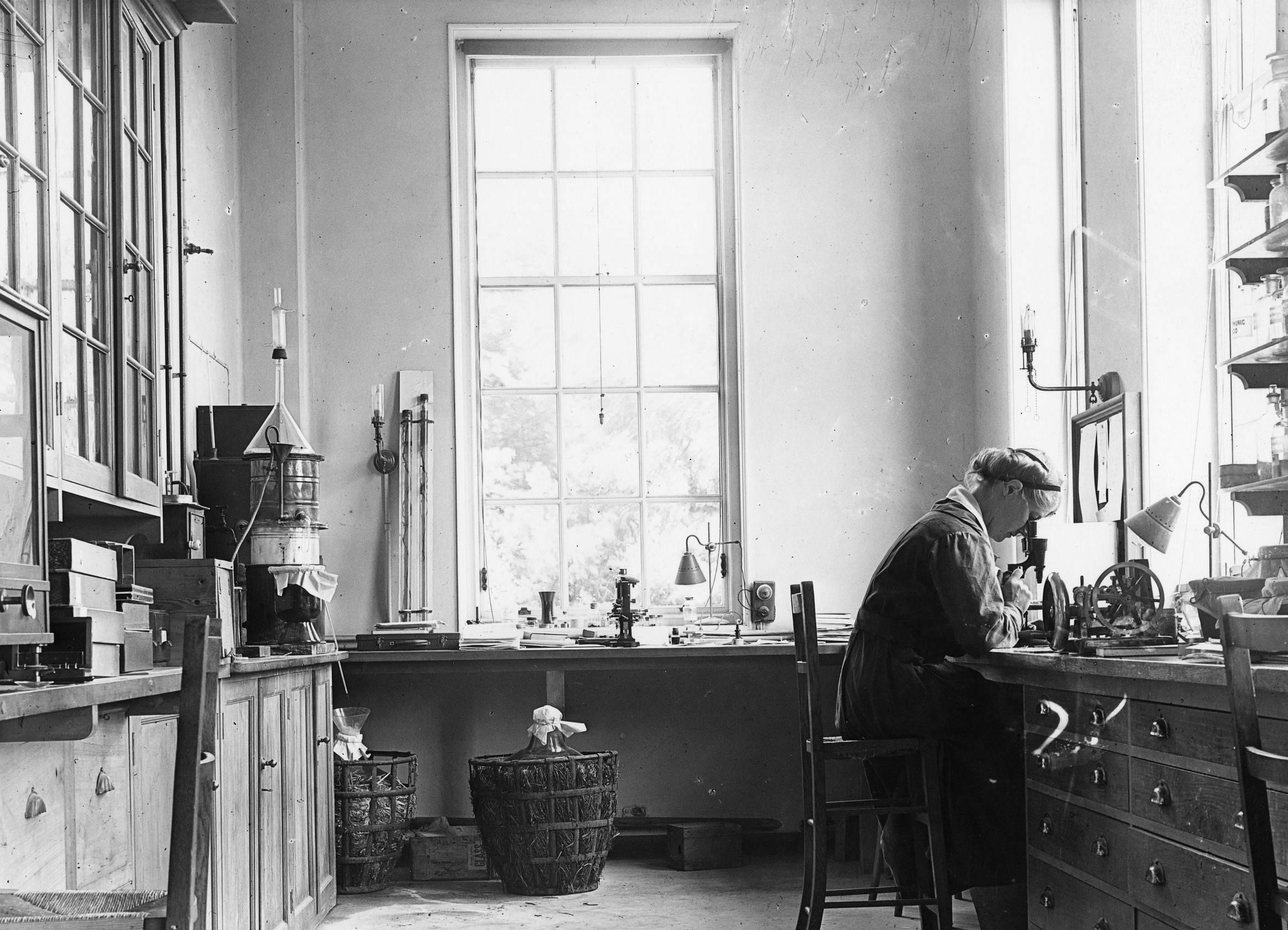
Бренчлі працює у своїй лабораторії на Ротамстедській дослідницькій станції

Завдяки стипендії Гілкріста її прийняли до Ротамстедської дослідницької станції. За 60 років існування лабораторії вона була першою жінкою, яка там працювала, і було визнано, що її призначили, «тому що наявні кошти не залучили б відповідного чоловіка». Незабаром її роботу високо оцінили і через рік вона стала постійною співробітницею на посаді керівниці кафедри ботаніки, обіймала цю посаду до виходу на пенсію в 65 років.
Ще на початку навчання в Ротамстеді Бренчлі продемонструвала свої технічні навички, удосконалюючи техніку вирощування рослин у водній культурі та наблизившись до відкриття важливої ролі міді та цинку в живленні рослин, що й описала у своїй книзі Inorganic Plant Poisons and Simulants (1914, перевидано 1927). Відкриття Кетрін Ворінгтон ролі бору як мікронутрієнту в 1923 році і подальші дослідження впливу бору є, мабуть, найвідомішою роботою Вініфред Бренчлі. Іншим її головним науковим інтересом була екологія бур'янів, в книзі Weeds of Farmland (1920) вона провела перше комплексне наукове дослідження бур'янів у Великобританії. Наступною була видана книга «Manuring of Grass Land for Hay» (1924), в якій описала, як добрива впливають на ботанічний склад луків.
У 1910 році Бренчлі була обрана до Лондонського Ліннеївського товариствао. 1920 року увійшла до Королівського ентомологічного товариства. Її основним ентомологічним інтересом були Lepidoptera. 1948 року вона вийшла на пенсію та була нагороджена Орденом Британської імперії. 
Вийшовши на пенсію, Бренчлі повернулася до садівництва. Вона також зібрала величезну кількість неопублікованого матеріалу у своїх дослідницьких зошитах, але не встигла опрацювати через важкий інсульт. Вініфред Бренчлі померла 27 жовтня 1953 року.

## Публікації
- Inorganic Plant Poisons and Stimulants, Cambridge, Cambridge University Press, 1914 (Revised 1927)[19][20]
- Weeds of Farm Land.  London, Longmans Green, 1920
- Manuring of Grass Land for Hay London, Longmans, Green, 1924
- Suppression of Weeds by Fertilizers and Chemicals (with HC Long) London, Crosby Lockwood, 1949
- 52 наукові статті, переважно в «Annals of Botany». Переплетений том колекції зберігається в бібліотеці Ротамстеда.